# Sárkányhajó

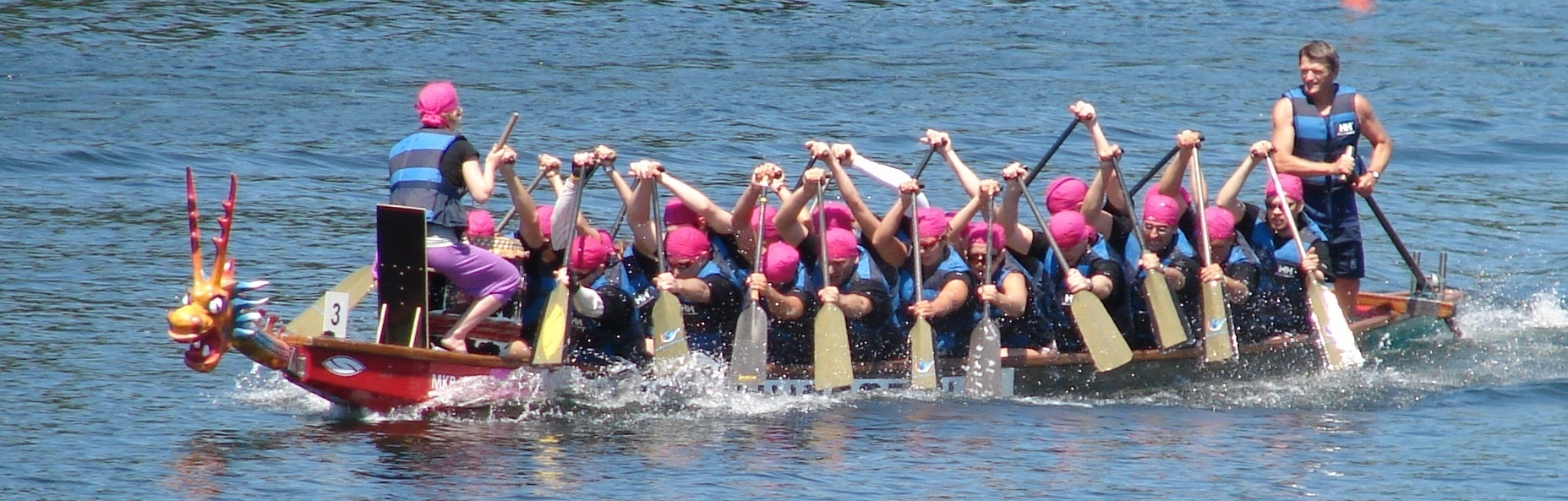
A Lapátolók sárkányhajója 2010-ben a Dunán Budapestnél.

A sárkányhajó 12,5 m hosszú, kenu típusú hajó, melyet elöl sárkányfej, hátul pedig sárkányfarok díszít.

## Leírása
Az Európai Sárkányhajó Szövetség a következőkben szabályozza a hajó és a lapát formáját és méreteit.
- A hajótest 12,49 méter – a sárkányfejjel és farokkal együtt 13,5 méter – hosszú, szélessége 1,15 méter, súlya 250 kg lehet.
- A lapát hosszának 105 és 130 cm között kell lennie, a toll szélessége 18 cm és szimmetrikus mindkét oldala, amelyben kanál nem lehet. Európában is a hongkongi szabvány az elfogadott, amely lefelé szélesedő tollú kenu lapát.
- A versenyeken 18-20 lapátos két oldalt, egy dobos adta ütemre és egy kormányos irányításával hajtja előre a hajót. A dobos háttal a menetiránynak ülve elöl foglal helyet, a kormányos pedig hátul a hajó farában áll és a rögzített kormánylapáttal kormányoz.

## Története

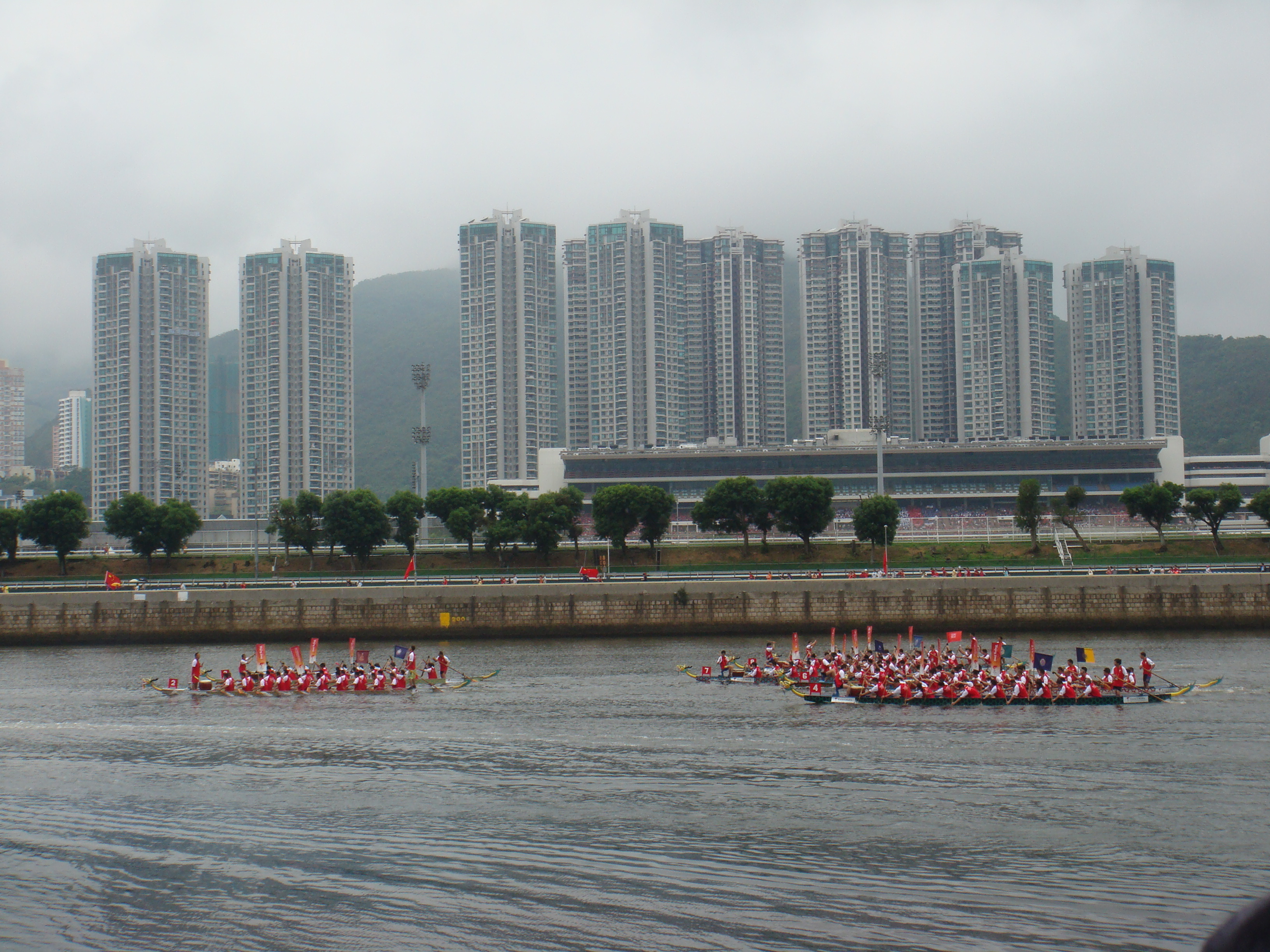
Verseny Hongkongban

A sárkányhajózás sportja Dél-Kínából származik. Több mint 2000 éves története Csü Jüan legendájához kapcsolódik. Innen ered a hagyomány és Kínában azóta is minden évben - az ötödik holdhónap 5. napján - megtartják a sárkányhajó ünnepet, amely nemcsak vízi versenyt, de hatalmas ünnepséget, színpompás felvonulást is jelent.
Egy-egy ázsiai vagy óceániai sárkányhajó fesztiválon több száz hajó küzd egymással és több ezren szurkolnak nekik.
Európában csak az 1980-as évek végén kezdett ismertté válni a sportág. Az első sárkányhajótestek a hongkongi és szingapúri utazási irodákon keresztül érkeztek Európába. 1982-ben mutattak be először ilyen hajót Duisburgban és 1987-ben a kajak-kenu VB kísérő programjaként szerepelt bemutató versenyként. A következő jelentős állomás volt 1989, amikor a hamburgi kikötő születésének 800. évfordulóján szerepelt a sárkányhajózás az ünnepi programban. 1990-ben megalakult az Európai Sárkányhajó Szövetség, amely 1992-ben a belgiumi Hazewinkelben rendezte meg az első európai klubcsapatok közötti Sárkányhajó VB-t, majd ezt követően minden évben (Schwerin, Berlin, Nottingham, Silkeborg, Duisburg) megtartották 1997-ig.
1996-ban Silkeborgban párhuzamosan az európai klubcsapat EB-vel lezajlott az első, majd 1997-ben Duisburgban a II., 1998-ban Rómában a III. nemzetek közötti Sárkányhajó EB is. 1998-tól páros években nemzetek között, páratlan években a klubok között tartanak EB-t.
Az első Sárkányhajó VB-t Kínában rendezték 1995-ben, a másodikat 1997-ben Hongkongban, a harmadikat pedig 1999-ben Nottinghamben. 2010-ben klubvilágbajnokságot rendezett az ICF (International Canoe Federation) Szegeden, 2013-ban pedig az IDBF (International Dragon Boat Federation) válogatott VB-t. 2009-ben Budapesten az EDBF (European Dragon Boat Federation) rendezte meg a klub EB-t, illetve az ECF (European Canoe Federation) 2017-ben  klub- és válogatott EB-t rendezett Szegeden. 2018-ban az IDBF rendezte meg a Matyi-éri olimpiai központban a klub világbajnokságát.

## Versenyszabályok

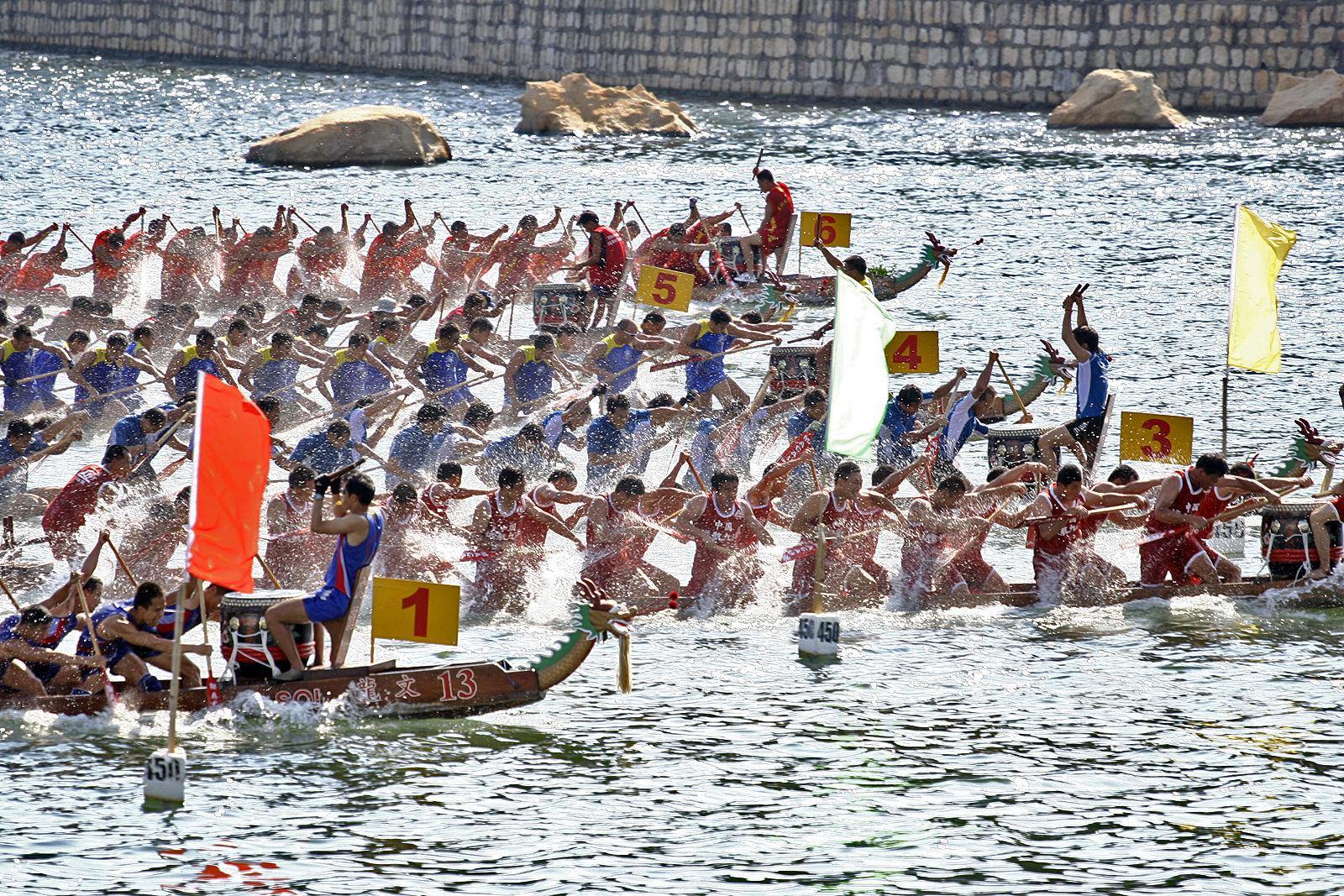
Sárkányhajó verseny

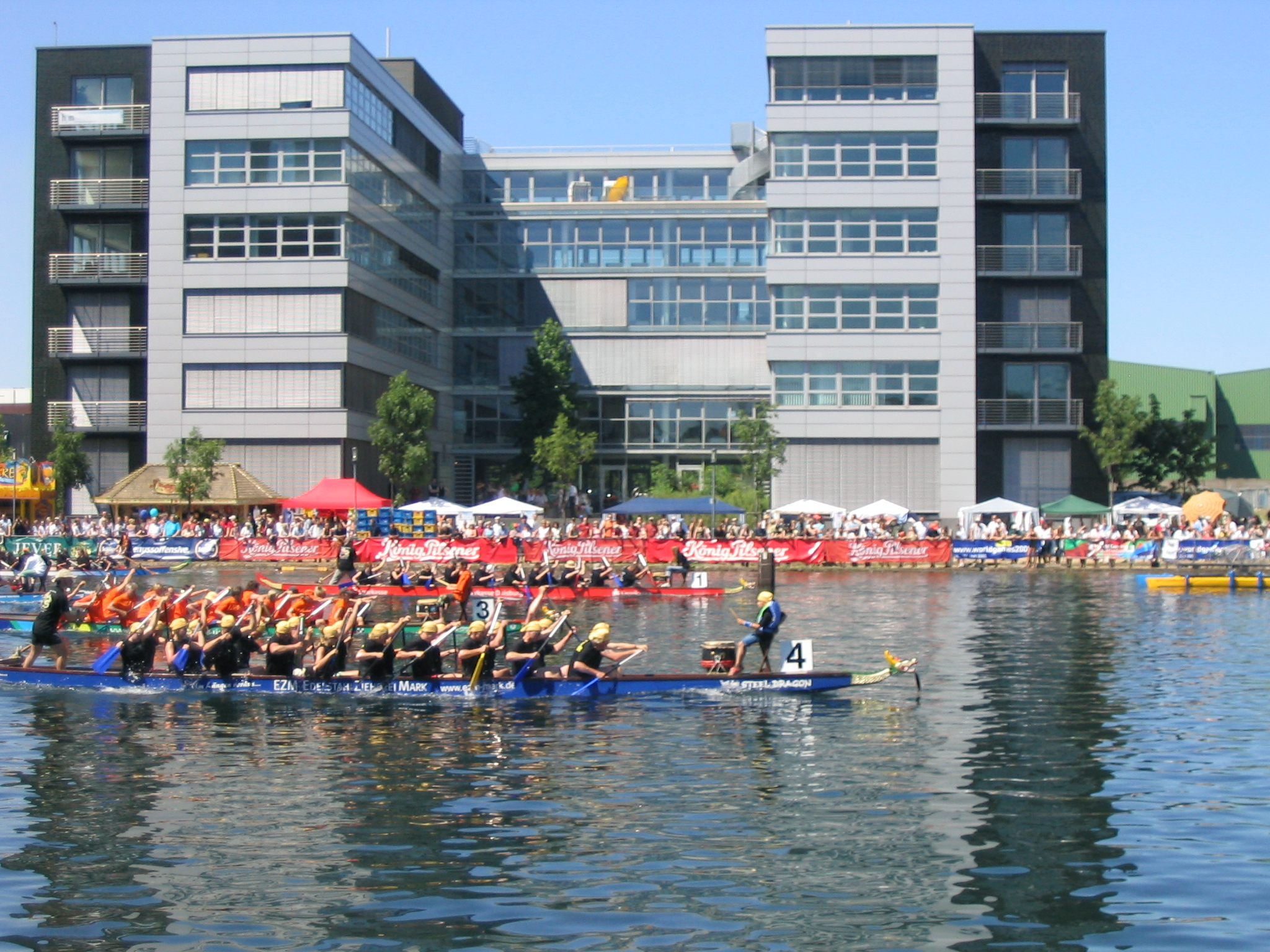
Duisburg, 2004

- táv: 200 m és 500 m, 1000 m, 2000 m illetve 7000 m (körpályán)
- osztályok: nyílt (általában tiszta férfi), női és vegyes osztály. A vegyes legénységben minimum 8, maximum 12 nőnek kell eveznie. A dobos és a kormányos lehet ellenkező nemű is. 40 év feletti (senior) és 18 év alatti (junior).
- legénység: 20 fő lapátos, 1 fő dobos, 1 fő kormányos és 4 fő tartalék alkot egy legénységet (crew).

## Magyarországi elterjedése
1995-ben kezdődött a német PG Mannheim kajak-kenu klubbal való kapcsolat révén. Ebben a csapatban mint idegenlégiós helyet kapott néhány magyar (győri és paksi) kajakos-kenus. Az első hazai klubok az 1997. februárjában alakult Győri és Rába Sárkányhajó Klubok voltak.
Ennek a két klubnak a tagjaiból állt össze az a magyar csapat, ami 1997-ben a Duisburgi II. Sárkányhajó Európa-bajnokságon szerepelt. A csapat a férfi legénység révén egy II. és egy IV., míg a vegyes egység két III. helyezést szerzett. (Ezeket a helyezéseket versenyen kívül érték el, mert még nem voltak tagjai az Európai Sárkányhajó Szövetségnek.)
A következő évben kaptak egy használt sárkányhajót Németországból, és ekkor megalakult a Magyar Sárkányhajó Szövetség, amit fel is vettek az Európai Sárkányhajó Szövetségbe (EDBF).
2003. szeptember 13.  I. Magyar Sárkányhajó Bajnokság.
Nemzetközi versenyeredmények:
- 1998 III. Sárkányhajó Európa-bajnokság, Róma, VI. helyezés.
- 1999 III. Sárkányhajó Világbajnokság, Open kategóriában 500 méteren IV., 250 méteren V., 1000 méteren pedig VII. helyezés.
- 2004 Rába Sárkányhajó Club,  VII. Prágai Sárkányhajó Fesztivál, I. hely.

## Magyar sárkányhajó tagszervezetek

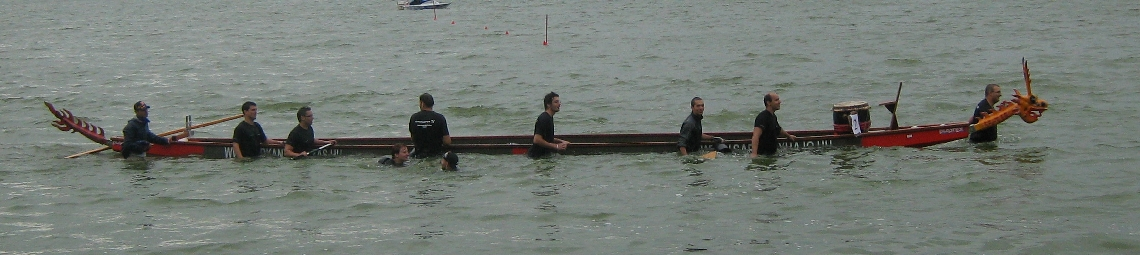
Vízbe borulás után

- ASE Dragons Paks (Atomerőmű Sportegyesület)
- Old Lake Dragons Tata Sportegyesület
- LapáTolna Sárkányhajó Club ( Tolna-Mözs )  Archiválva 2017. március 12-i dátummal a Wayback Machine-ben
- Lágymányosi Spari Sárkányhajó-csapat (Budapest)
- Lapátolók Sárkányhajó Csapat
- Dragon Steel SE ( Dunaújváros )
- Rába Sárkányhajó Club (Győr)
- Dragon Aqua SE( Székesfehérvár)
- Dunai Sárkányok Sárkányhajós és Természetjáró Egyesület, Vác
- PTE PEAC Sárkányhajó
- Pécsi Sárkányhajózási Egyesület
- Bercsényi Miklós DSE Győr
- Dunaföldvári Sportokat Támogató Egyesület
- Tatai Sárkányhajó és Természetjáró Egyesület
- Arrabona Sárkányhajó Club Győr
- Fadd SE Sárkányhajó Szakosztálya
- Szolnoki Sárkányhajó Klub Sportegyesület
- Kalász DSE Dragonász Szakosztálya Budakalász
- Sugo Sárkányhajó Club Baja
- DVSC-Sárkányszív Sárkányhajó Szakosztály (Dunaújváros)
- A-HÍDragon Sárkányhajó Evezős Csapat (Budapest)[halott link]
- Vogel Noot sárkányhajó csapat (Mosonmagyaróvár)
- Tolnai Sárkányhajó Club Egyesület
- Szegedi Sárkányhajó Egyesület  Archiválva 2012. december 12-i dátummal a Wayback Machine-ben
- Vaskakas Sárkányhajó klub (Győr)
- Körös Dragon Sárkányhajós és Szabadidős Sport Egyesület
- KOLÓnia SE - ESMTK Sárkányhajó
- DKKSE - Dömsödi Kajak- Kenu Sportegyesület  Archiválva 2017. június 3-i dátummal a Wayback Machine-ben
- Kimlei Sárkányok VSE